# Хуан Мануел Варгас
Хуан Мануел Варгас Риско (на испански: Juan Manuel Vargas Risco) е перуански професионален футболист, ляв полузащитник. Той е играч на Фиорентина. Висок е 185 см.
Варгас може да играе и като ляв бек.